# Nikola Kopernik
Nikola Kopernik (lat. Nicolaus Copernicus, njem. Nikolaus Kopernikus, polj. Mikołaj Kopernik; Thorn (Toruń), 19. veljače 1473. – Frauenburg (Frombork), 24. svibnja 1543.), pruski astronom iz Kraljevske Pruske koja je od 1466. pripadala Poljskom Kraljevstvu. Iz redova je isusovaca. Studirao je na Sveučilištu u Krakovu. Od 1496. do 1500. u Bologni je studirao kanonsko pravo, ali se najviše posvetio studiju astronomije. Postavši kanonikom katedrale u Fromborku, napustio je Italiju, ali se 1501. vratio i u Padovi studirao medicinu, a u Ferrari postao doktor kanonskoga prava. Od 1505. do smrti živio je u Poljskoj. Nastanio se u Fromborku, gdje je u jednoj kuli organizirao svoj opservatorij. Nije se odazvao ni pozivu da na Lateranskome koncilu (1512. – 1517.) izloži svoje mišljenje o reformi kalendara.
Kopernik je u Raspravici (lat. Commentariolus, između 1510. i 1514.) dao prvu skicu nove heliocentrične teorije, koja je protuslovila vladajućemu, Ptolomejevu geocentričnomu sustavu svijeta sa Zemljom u središtu. Nastavio je raditi na svojem sustavu do pojedinosti, pa je, prosuđujući na osnovi principa relativnosti gibanja, dao jednostavan sustav: Zemlja i planeti jednoliko se gibaju po kružnicama, u središtu kojih je Sunce. Unutar nebeske sfere zvijezda stajaćica nižu se putanje planeta, a u središtu cijeloga svijeta nalazi se Sunce. Dnevnu vrtnju nebeskoga svoda objasnio je dnevnom vrtnjom ili rotacijom Zemlje, a smjene godišnjih doba obilaženjem Zemlje oko Sunca. Petlje u putanjama planeta objasnio je kao pojavu koja nastaje zbog gibanja Zemlje i planeta oko Sunca. Iz veličine petlja, koja je to manja što je planet udaljeniji od Sunca, odredio je Kopernik njihovu udaljenost od Sunca. Ispravno je protumačio i nepokretnost zvijezda, i nepostojanje paralakse kao posljedicu njihove goleme udaljenosti od Zemlje.
Kopernik je dugo razmišljao o tome bi li svoju teoriju pismeno objavio ili ju po uzoru na pitagorovce usmeno poučavao. Ipak je prvo napisao sažetak, koji je kolao kao kopija (pronađena u Beču 1873. i u Stockholmu 1878.), u kojem je novu teoriju iznio u obliku sedam aksioma. Glavno djelo O gibanjima nebeskih tijela (lat. De revolutionibus orbium coelestium) izdano je u Nürnbergu tek 1543.
Izgradnja heliocentričnoga sustava bio je revolucionaran i dalekosežan prekid sa starim shvaćanjima. Nasuprot dotadašnjemu shvaćanju da je Zemlja središte svemira, ističe se da je Zemlja samo jedan od planeta koji kruže oko Sunca. Kopernik se ipak nije mogao potpuno osloboditi ukorijenjenih nazora pa je vjerovao da se nebeska tijela moraju jednoliko gibati po kružnicama. Taj je problem poslije riješio Johannes Kepler, koji je otkrio nejednoliko gibanje planeta po elipsama, kojima se u jednom žarištu nalazi Sunce. Svojim djelom Kopernik je utemeljio modernu astronomiju i stvorio preduvjete za Keplerova otkrića (Keplerovi zakoni) i Newtonovo određivanje zakonitosti koja upravlja gibanjima nebeskih tijela (Newtonov zakon gravitacije). Njegovo je naučavanje imalo sljedbenike i nastavljače, ali i protivnike. Crkva je 1616. zabranila sva djela koja su za osnovu imala Kopernikovo naučavanje. Zabrana je 1757. skinuta s Kopernikovih, a 1835. s ostalih djela.

## Životopis
Od 1491. do 1494. godine studirao je teologiju, matematiku, medicinu i astronomiju u Krakówu. Od 1496. do 1504. godine studirao je crkveno pravo (Sveučilište u Bologni), astronomiju (Jagielonsko sveučilište, Kraków) i medicinu u Italiji. Poslije je bio do 1512. godine liječnik i tajnik svom ujaku, varmijskom biskupu (Warmia, poljska crkvena kneževina na ušću Visle), onda do kraja svog života je bio kanonik u Fromborku (ondašnji Frauenburg), gdje je na jednoj kuli tvrđave, koja je okruživala crkvu, uredio zvjezdarnicu (Kopernikov toranj) s koje je promatrao nebeska gibanja. Na temelju tih promatranja, a i rezultata do kojih je došao, napisao je djelo O vrtnji nebeskih krugova (lat. De revolutionibus orbium coelestium) u 6 knjiga, objavljeno u Nürnbergu 1543. godine, neposredno pred smrt. Ovo djelo bijaše revolucionarna prekretnica u astronomiji, te je bilo poticajem kapitalnih otkrića Keplera i Newtona.
Kopernikov ili heliocentrični sustav svijeta zasniva se na tvrdnjama da se Zemlja okreće oko svoje osi i da kruži oko Sunca. Ove tvrdnje su uskoro bile prihvaćene u znanstvenim krugovima, ali su ujedno uzrokovale uzbunu u crkvenim krugovima. Samom Koperniku nije se ništa zbilo, jer nije tvrdio da je apsolutno točno ono što je u tom trenutku bilo znanstveno nedokazano. Stoga je papa 1616. ovo Kopernikovo djelo zabranio, tj. stavio na index, sve do 1822. Valja reći i da su ostale kršćanske sljedbe (npr. kalvinizam) bile protiv heliocentričnoga sustava, a da ga je i odbacivao nemali dio znanstevnika onoga doba (npr. Francis Bacon) zbog korelacije s mjerenjima koja nije, u to doba, bila bolja od geocentričnoga ili Ptolomejeva sustava.
Nikola Kopernik pokopan je u katedrali u Fromborku na sjeveru Poljske. Međutim, sve do 2005. godine točno mjesto njegovog ukopa nije bilo poznato, a te godine ga je utvrdio arheolog Jerzy Gassowski, što je kasnije i potvrđeno identifikacijom. 23. svibnja 2010. Kopernik je ponovno pokopan u istoj katedrali, ali uz zasluženu svečanost i na poznatu mjestu.

## Kopernikov sustav
Nikola Kopernik je na samome kraju svoga života objavio djelo O vrtnji nebeskih krugova (lat. De revolutionibus orbium coelestium) u kojem zagovara heliocentrični model svemira, tj. onaj u kojem je Sunce, a ne Zemlja, postavljena u njegovo središte. Kopernik je promijenio i kalendar zbog pomicanja proljetne točke zbog precesije (pomicanja Zemljine osi vrtnje). Također, utvrđuje postojanje trostrukoga gibanja Zemlje: njezinu rotaciju oko osi, revoluciju (gibanje Zemlje oko Sunca) i precesiju Zemljine osi. Ostali se planeti, smatra Kopernik, gibaju po kružnicama oko Sunca, a Mjesec ne smatra planetom. Iako je izbjegao progon i inkviziciju, jer mu je kapitalno djelo tiskano pred kraj života, njegovo je djelo raspirilo žestoke rasprave, sukobe i promjene.
Nikola Kopernik je bio vrstan matematičar i promatrač. Heliocentrični sustav prikazao je kao matematički zaokruženu i utemeljenu teoriju, koja se opravdala rezultatima promatranja. Izvedene tablice gibanja planeta i Mjeseca veoma su se točno ostvarivale. Kopernik je raskinuo sa suštinom Ptolomejeva geocentričnog sustava. Zemlju je svrstao u jednaki red s drugim planetima. Učinio je to time što je u predodžbi Ptolomejeva sustava zamijenio mjesta Zemlje (zajedno s Mjesečevom stazom) i Sunca. Zemlja je treći po redu planet u sustavu gdje središnje mjesto zauzima Sunce (Sunčev sustav). Zvijezde su odmaknute na vrlo velike daljine. No ne samo to. S redoslijedom planeta povezana su i gibanja. Dnevno gibanje neba rastumačeno je obrtanjem Zemlje oko vlastite osi, a godišnje gibanje neba i Sunca obilaženjem Zemlje oko Sunca. Postojalo je i treće gibanje, precesijsko gibanje Zemljine osi koje je mnogo lakše ugraditi u taj sustav nego u geocentrični, ali koje sam Kopernik nije do kraja shvatio. 
Tvrdnjama starogrčkih filozofa da glomazna Zemlja mora biti nepokretna suprotstavljene su protutvrdnje iste naravi: ako se Zemlja ne bi mogla gibati oko Sunca, kako bi se tek onda mogla gibati beskonačna sfera zvijezda oko male Zemlje?! Kopernikovo doba razlikovalo se od antičkog u shvaćanju fizikalnih pojava, pa je Kopernik mogao ispravno tvrditi da je težina nešto što je uzrokom da su nebeska tijela oblikovana u kugle. 
Formalna obrada koju je Kopernik dao sustavu ne razlikuje se mnogo od obrade Ptolomejeva geocentričnog sustava (time je novi sustav lakše i prihvaćen). Zadržana su kružna gibanja planeta, s epiciklima i deferentima. Za sve je planete Kopernik našao da je polumjer epicikla 3 puta manji od razmaka Sunca i centra deferenta. Broj kružnica nije Kopernikovim zahvatom bitnije smanjen, od 80 na 34, no i takvim je načinom uspjelo matematički opravdati heliocentrični sustav unutar točnosti kojom su tada vršena opažanja. Osim toga heliocentrični sustav ima znatne prednosti pred geocentričnim. Tako je Koperniku uspjelo da izvede srednje udaljenosti planeta od Sunca, mjerene Zemljinom srednjom udaljenošću. Stvarnu udaljenost Zemlje od Sunca, Kopernik nije poznavao točnije od Klaudija Ptolomeja. 

### Određivanje srednjih udaljenosti planeta
Kopernik je raspolagao metodom kojom se određuju srednje udaljenosti planeta od Sunca, mjerene srednjom udaljenosti Zemlje. Metoda je dosta jednostavna s obzirom na unutarnje planete blize Suncu. Kut najveće elongacije (najveći kutni otklon planeta od Sunca) izravno je povezan s udaljenosti planeta od Sunca i udaljenosti Zemlje od Sunca. Tangenta na stazu planeta povučena sa Zemlje pokazuje smjer u kojemu je planet najviše otklonjen od Sunca. Kako je u slučaju kružnice tangenta okomita ne njezin polumjer, to je trokut Zemlja – planet – Sunce pravokutan, pa vrijedi: 
{\displaystyle a=a_{Z}sin\vartheta \,}
gdje je: a - srednja udaljenost unutarnjeg planeta od Sunca, aZ - srednja udaljenost Zemlje od Sunca i ϑ – kut najveće elongacije.
Ako planetske staze nisu kružnice s centrom u Suncu, odnosno uopće nisu kružnice, najveća će elongacija ovisiti o dijelu staze koji dotiče tangenta, no iz više mjerenih najvećih elongacija određuje se srednja udaljenost unutarnjeg planeta od Sunca a pomoću udaljenosti Zemlja – Sunce aZ kao mjernom jedinicom. 
Da bi se odredile srednje udaljenosti vanjskih planeta (koji su udaljeniji od Sunca u odnosu na Zemlju), mora se izmijeniti uloga Zemlje i planeta. Znači, treba naći kut najveće elongacije pod kojim bi promatrač s nekog drugog planeta vidio Zemlju! Zadatak se rješava u načelu jednako kao i za unutarnje planete, no s mnogo složenijom geometrijskom analizom, a Kopernik ju je proveo na temelju podataka s kojima je raspolagao. 
Tablica ispod pokazuje Kopernikove i današnje rezultate (osnova je udaljenost Zemlje od Sunca aZ):
| Odnos a/aZ | Kopernik | Danas |
| ---------- | -------- | ----- |
| Merkur     | 0.376    | 0.387 |
| Venera     | 0.7196   | 0.723 |
| Mars       | 1.52     | 1.524 |
| Jupiter    | 5.217    | 5.203 |
| Saturn     | 9.184    | 9.54  |

### Određivanje zvjezdanih ili sideričkih godina
U novom heliocentričnom sustavu trebalo je uvesti novu astronomsku veličinu, a to je zvjezdana ili siderička godina. Sinodička godina je ophodno vrijeme u kojem se ponovi isti položaj planeta i Zemlje u odnosu na Sunce, dakle razdoblje ponavljanja istih položaja tih triju tijela, i neposredno se mjeri kao osobina prividnog planetskog kretanja. Zbog Zemljinog kretanja oko Sunca, siderički i sinodički periodi nebeskih tijela se razlikuju. Dakle sinodička godina ne predstavlja samo osobinu nekog planeta, već ovisi i o tome kako se Zemlja giba oko Sunca. Siderička godina je vrijeme ophoda planeta oko Sunca u koordinatnom sustavu koji je vezan za daleke zvijezde, a centar ima u Suncu. Takav je period istinska fizikalna veličina koja pripada samo planetu. S druge strane siderička godina se ne može mjeriti izravno, pa je treba računski odrediti. 
Pretpostavimo da se planeti gibaju stalnim brzinama po kružnici (vidi sliku desno). Zamislimo unutarnji planet (npr. Venera) u donjoj konjukciji (položaj 1) i pratimo njegovo kretanje i kretanje Zemlje oko Sunca, sve do trenutka iduće donje konjukcije. Planet se nalazi na kraćoj stazi i giba se brže, pa će prevaliti puni kut i još kut A do ponovne donje konjukcije (položaj 2). Do tog položaja protekla je jedna sinodička godina planeta S. Zemlja se u isto vrijeme S putanjom pomakla samo za kut A, a za vlastitu sideričku godinu Z imala bi prevaliti puni kut. Tom tvrdnjom iskazali smo odnos:
{\displaystyle {\frac {A}{360^{o}}}\,=\,{\frac {S}{Z}}\!}
Kut od 360° planet prelazi u svojoj sideričkoj godini P. Kut 360° + A planet je prešao za vrijeme sinodičke godine, a sam kut A prešao je za vrijeme koje je jednako razlici sinodičke i sideričke godine. Time je izražen odnos:
{\displaystyle {\frac {A}{360^{o}}}\,=\,{\frac {S-P}{Z}}\!}
Izjednače li se desne strane tih odnosa, izlazi za donje ili unutarnje planete:
{\displaystyle {\frac {1}{P}}\,=\,{\frac {1}{Z}}\,+\,{\frac {1}{S}}\!}
gdje je: P - siderička godina unutarnjeg planeta; Z - siderička godina Zemlje; S - sinodička godina unutarnjeg planeta.
Za izračunavanje sideričke godine vanjskih (gornjih) planeta treba da u jednadžbi zamijenimo mjesta Zemlje i planeta. Ono što je Zemlja za unutarnji planet, to je vanjski planet za Zemlju! Tada se dobiva za gornje ili vanjske planete:
{\displaystyle {\frac {1}{P}}\,=\,{\frac {1}{Z}}\,-\,{\frac {1}{S}}\!}
gdje je: P - siderička godina vanjskog planeta; Z - siderička godina Zemlje; S - sinodička godina vanjskog planeta.
Sinodička godina u tim odnosima je srednja sinodička godina. Inače se vrijeme između dva ista razmještaja Zemlje, planeta i Sunca mijenja zbog izduženosti staza i kretanja planeta s nejednakom brzinom po stazi.
| Planet  | Sinodička godina | Siderička (zvjezdana) godina |
| ------- | ---------------- | ---------------------------- |
| Merkur  | 115.9 dana       | 88 dana                      |
| Venera  | 583.9 d          | 224.7 d                      |
| Zemlja  | -                | 365.26 d                     |
| Mars    | 780 d            | 687 d                        |
| Jupiter | 399 d            | 11.86 godina                 |
| Saturn  | 378 d            | 29.46 g                      |
| Uran    | 370 d            | 84.01 g                      |
| Neptun  | 367.5 d          | 164.8 g                      |
| Pluton  | 366.7 d          | 247.7 g                      |